# Lijst van burgemeesters van Giessendam
Dit is een lijst van burgemeesters van de voormalige Nederlandse gemeente Giessendam.
| Ambtsperiode | Naam burgemeester                  | Partij of stroming | Bijzonderheden             |
| ------------ | ---------------------------------- | ------------------ | -------------------------- |
| 1811 - 1812  | Jacob van Asperen                  |                    | maire                      |
| 1812 - 1817  | N. Ente                            |                    | maire                      |
| 1818 - 1832  | Johannes Brooshooft                |                    | schout, later burgemeester |
| 1832 - 1846  | Nicolaas Frederik van Steenbergen  |                    |                            |
| 1847 - 1853  | Mr. Michael Buijs van Sittert      |                    |                            |
| 1853 - 1859  | J. van Aken                        |                    |                            |
| 1859 - 1868  | Otto August Plato                  |                    |                            |
| 1868 - 1876  | Samuel van Sittert (1842-1876)     |                    |                            |
| 1876 - 1904  | Jacobus Sneltjes                   |                    |                            |
| 1904 - 1932  | Willem Adrianus Laurense           |                    |                            |
| 1933 - 1944  | Lambertus Neijens                  | ARP                |                            |
| 1944 - 1945  | Johannes Willem Zuijderhoudt       | NSB                | waarnemend                 |
| 1945 - 1946  | J.E. Hijmersma                     |                    | waarnemend                 |
| 1946 - 1952  | H.C. Vermaat                       | partijloos, VVD    |                            |
| 1953 - 1956  | Abraham Leendert Cornelis Brinkman | ARP                |                            |

Per 1 januari 1957 werden de gemeenten Hardinxveld en Giessendam samengevoegd tot de nieuwe gemeente Hardinxveld-Giessendam.